# Zazulińce
Zazulińce (ukr. Зозулинці, Zozułynci) – wieś na Ukrainie, w  obwodzie tarnopolskim, w rejonie czortkowskim.
W okresie międzywojennym stacjonowała w miejscowości placówka Straży Celnej „Zazulińce”.
Do 2020 w rejonie zaleszczyckim.